# Rektorzy Politechniki Opolskiej

## Wyższa Szkoła Inżynierska w Opolu
| L.p. | Lata      | Tytuły naukowe     | Imię i nazwisko      | Informacje dodatkowe |
| ---- | --------- | ------------------ | -------------------- | -------------------- |
| 1.   | 1966–1975 | doc. dr            | Rościsław Oniszczyk  | matematyk, fizyk     |
| 2.   | 1975–1981 | prof. dr hab. inż. | Oswald Mateja        | inżynier budownictwa |
| 3.   | 1981–1982 | doc. dr inż.       | Antoni Guzik         | mechanik             |
| 4.   | 1982–1987 | prof. dr hab. inż. | Zdzisław Kabza       | energetyk            |
| 5.   | 1987–1990 | prof. dr hab. inż. | Włodzimierz Kotowski | chemik               |
| 6.   | 1990–1996 | prof. dr hab. inż. | Piotr Wach           | elektrotechnik       |

## Rektorzy Politechniki Opolskiej
| L.p. | Lata      | Tytuły naukowe     | Imię i nazwisko  | Informacje dodatkowe |
| ---- | --------- | ------------------ | ---------------- | -------------------- |
| 1.   | 1996–1999 | prof. dr hab. inż. | Józef Suchy      | fizyk, mechanik      |
| 2.   | 1999–2005 | prof. dr hab. inż. | Piotr Wach       | elektrotechnik       |
| 3.   | 2005–2012 | prof. dr hab. inż. | Jerzy Skubis     | elektrotechnik       |
| 4.   | 2012–2019 | prof. dr hab. inż. | Marek Tukiendorf | inżynier rolnictwa   |
| 5.   | od 2019   | dr hab. inż.       | Marcin Lorenc    | elektrotechnik       |